# Peter Brook
Peter Brook, celým jménem Peter Stephen Paul Brook (21. března 1925 Londýn – 2. července 2022 Paříž), byl britský divadelní a filmový režisér, scenárista a herec, od 70. let usazený ve Francii. Proslavil se svými originálními divadelními inscenacemi s minimálními kulisami, kde je položen důraz hlavně na herce samé. Několik jeho divadelních inscenací bylo předvedeno i na českých pódiích. Je považován za jednoho z nejvýznamnějších divadelníků druhé poloviny 20. století, deník The Independent jej v roce 2008 nazval „největším žijícím divadelním režisérem“.

## Mládí
Brook se narodil v západolondýnské čtvrti Chiswick jako druhé dítě do rodiny Simona a Idy Brookových, židovských imigrantů z území dnešního Lotyšska. Po ukončení střední školy nastoupil na Magdalen College v Oxfordu. Zde studoval komparativní literaturu, zároveň psal při studiu televizní scénáře, například adaptaci románu Laurence Sterna Sentimentální cesta. V roce 1944 podle něho natočil svůj první film.

## Rané divadelní režie
Jeho první vlastní režií byla ještě v době studií (1943) inscenace Doktora Fausta v londýnském Torch Theatre, následovaná o dva roky později uvedením Cocteauova Pekelného stroje. První režii Shakespearova dramatu, Krále Jana, realizoval v Birminghamu, následoval Člověk a nadčlověk G.B.Shawa.
V roce 1946 odešel do Stratfordu pracovat jako asistent režie k inscenacím Romea a Julie a Marné lásky snahy v místním Shakespeare Memorial Theatre (dnes Královská shakespearovská společnost). Druhá jmenovaná byla silně vizuálně ovlivněna díly francouzského rokokového malíře Jean-Antoina Watteaua, čímž Brook výrazně zapůsobil a přitáhl k sobě pozornost. V dalších sezónách režíroval v londýnských divadlech a jeho scénické efekty, např. v inscenaci hry Zatmění měsíce od Howarda Richardsona, diváky fascinovaly.
V letech 1949 až 1950 působil jako umělecký šéf Královské opery v Covent Garden. Z tohoto období pocházejí například jeho operní debut v podobě Musorgského Borise Godunova, kontroverzi budící uvedení Salome Richarda Strausse, kdy autorem výpravy byl Salvador Dalí nebo oceňované znovuuvedení Pucciniho Bohémy v původních kulisách z roku 1899. Ze všech jeho prací je znát důraz na posílení úlohy režiséra, snažil se bojovat proti tendencím, které nazýval „mrtvé“ nebo také „buržoazní divadlo“ (deadly theatre), chtěl inscenace posouvat do dalších rovin jejich smyslu a vtisknout jim nezaměnitelný ráz. Aktivně se také zapojoval jako scénograf. V průběhu padesátých let pracoval také na uvedení oper Faust a Markétka Charlese Gounoda a Evžen Oněgin Petra I. Čajkovského v newyorské Metropolitní opeře.

## Prázdný prostor a Marat/Sade
V letech 1962 až 1971 byl Peter Brook režisérem a jedním z ředitelů Královské shakespearovské společnosti (Royal Shakespeare Company). V roce 1962 zde vytvořil inscenaci Krále Leara, v niž rozvinul svou myšlenku „prázdného prostoru“. Scéna je minimalistická, zbavená veškerých dekorací, herci hrají v nestylizovaných kostýmech s minimem rekvizit a objektů na scéně. Brook zde odkazuje k myšlenkám francouzského herce, režiséra, ale především divadelního teoretika Antonina Artauda a jeho v té době třicet let starého principu „divadla krutosti“, tj. chce diváka konfrontovat se silou a významem tématu pouze hereckým verbálním i nonverbálním projevem.
O dva roky později dochází v Brookově režii k anglické premiéře dramatu Petera Weisse Marat/Sade. K uvedení došlo nejprve v Londýně a pak v New Yorku, byla jednou z nejvlivnějších inscenací celého desetiletí svou kombinací "divadla krutosti" s brechtovskou sociální a politickou argumentací, zachycenou v artaudovském víru zrakových a sluchových efektů. Co do prvků hereckého projevu, Brook zde zapojil techniky divadla realistického, expresionistického, groteskního, antiiluzivního či prvků rituálu. I díky tomuto počinu Královská shakespearovská společnost platila v 60. letech za nejprogresivnější umělecký soubor ve Velké Británii. K dalším pozoruhodným inscenacím patřily experiment US (1966), Senekův Oidipus (1968) a Shakespearův Sen noci svatojánské (1970), při kterém použil i hrazdy a chůdy. Pod jeho režijním vedením často účinkovali herci John Gielgud, Laurence Olivier, Paul Scofield.
Režíroval také muzikály, jeho Sladká Irma měla více než 1500 repríz.
Počínaje inscenací Marat/Sade nastává Brookův definitivní odklon od klasického pojetí divadla. Na přelomu 60. a 70. let odchází do Francie, kde spolu s Micheline Rozanovou zakládají pod záštitou UNESCO Mezinárodní centrum divadelního výzkumu (International Centre for Theatre Research/ Centre international de recherche théâtrale). Mezitím Brook spoluiniciuje tříletý pobyt multinárodního společenství herců, tanečníků, hudebníků a performerů v zemích Středního Východu a Afriky, kdy účastníci společně zkoumají prapůvodní obrysy a tvary příběhů různých kultur. Výsledkem této akce je pak experimentální představení s názvem Orghast uvedené na Festivalu umění v jihoíránském Šírázu v ruinách Persepolis, metropole starověké Persie (1. část) a také v rozvalinách Naqsh-e Rustam (2. část). V americkém turné představili improvizaci na téma perské básně z 12. století od Farida al-Din Attara Ptačí sněm.

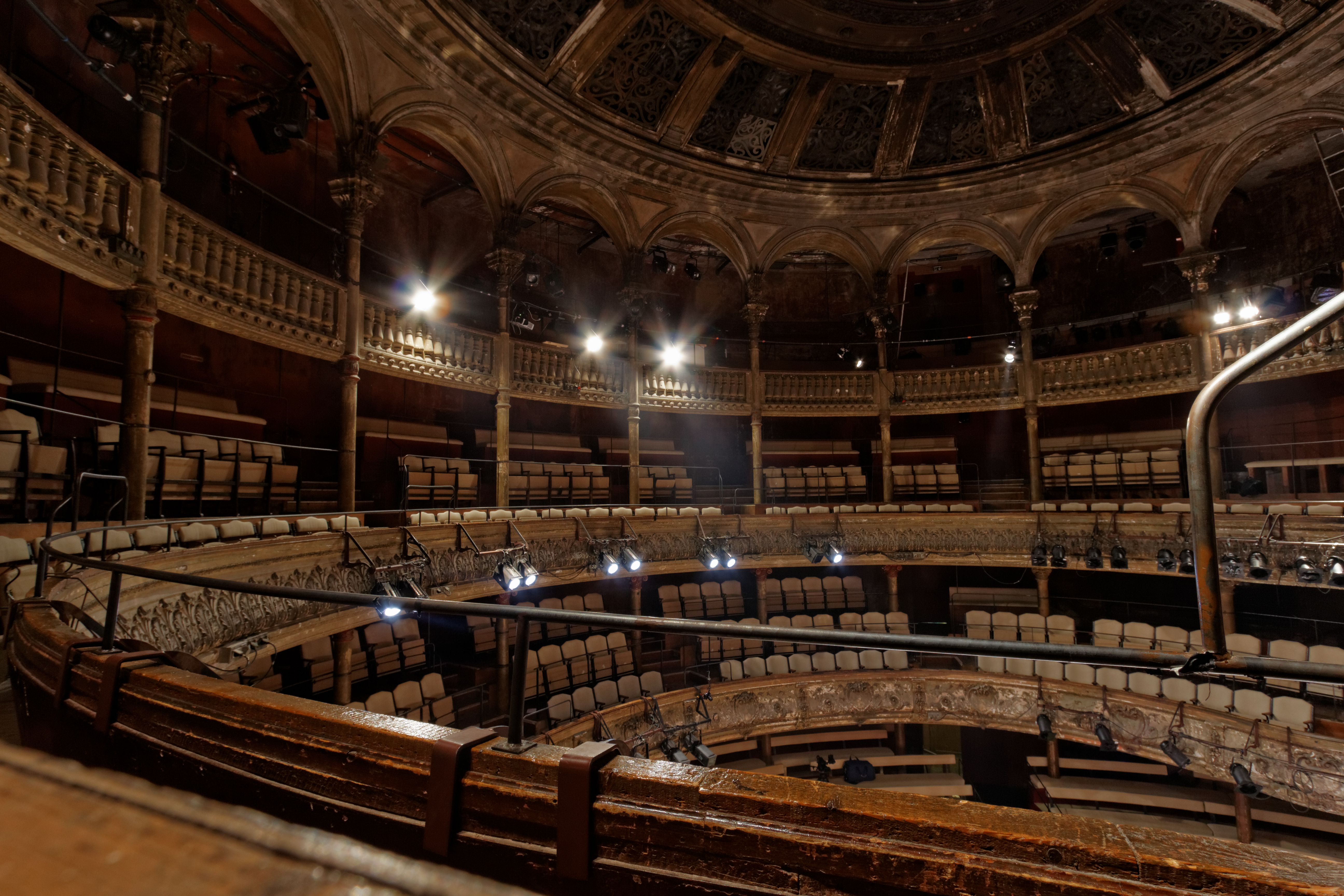
Interiér divadla Bouffes du Nord v Paříži

Roku 1974 je inscenací Timona Athénského otevřena kmenová scéna Mezinárodního centra divadelního výzkumu, Théâtre des Bouffes du Nord v Paříži. Budova je rekonstruována, hlediště je přizpůsobeno podobě antického amfiteátru, aby se herci mohli víc přiblížit k divákům. Zde Brook soustavně tvořil a pracoval jako umělecký šéf až do roku 2008. Jeho práce nesly výrazný rukopis zejména v nedogmatickém a eklektickém přístupu k volbě, ať už jednotlivých inscenačních prvků, či celých divadelních textů (zabýval se též například dramaty afrických autorů). Z dalších inscenací lze uvést Ikové (1975), Král Ubu (1977), Višňový sad (1981), Tragédie Carmen (1981).
Roku 1985 uvedl na Avignonském divadelním festivalu devítihodinový indický epos Mahábhárata, jež literárně upravil ve spolupráci se spisovatelem Jean-Claudem Carrièrem. Představení je vrcholným dílem Brookových snah o efekt, kdy je hercovo působení na jevišti zcela nosným prvkem děje a inscenace samotné. Hru připravoval více než deset let, zkoušelo se Indii, účinkovali v ní herci šestnácti národností. Dílo bylo pak Brookem zpracováno také jako televizní minisérie. V roce 2015 uvedl Mahábháratu v nové produkci pod názvem Battlefied v londýnském divadle Young Vic ve spolupráci s Jean-Claude Carrièrem a Marie-Hélène Estiennovou.
V roce 2005 režíroval inscenaci Tierno Bokar, kterou podle knihy Amadu Hampate Ba adaptovala pro jeviště Marie-Hélène Estiennová. Hra o životě malijského súfiho je poselstvím náboženské tolerance a vzájemného porozumění. Kolumbijská univerzita uspořádala 44 navazujících akcí, přednášek a workshopů, kterých se zúčastnilo více než 3200 lidí. Panelové diskuse byly zaměřeny na témata náboženské tolerance a muslimské tradice v západní Africe.
Peter Brook byl i v posledních letech života stále umělecky činný. Od roku 1951 byl ženatý s herečkou Natashou Parry, která v červenci 2015 zemřela. Měli dvě děti: dceru Irinu, herečku a režisérku a syna Simona, režiséra. Peter Brook zemřel 2. července 2022 ve věku 97 let v Paříži. 

## Filmová a televizní tvorba
Vedle svého divadelního působení Peter Brook neustále pracoval jako scenárista a režisér pro filmové a televizní počiny. Zfilmoval například adaptace svých inscenací Marat/Sade, Král Lear nebo Hamlet. Dále zpracoval například Gayovu Žebráckou operu nebo Goldingova Pána much. V roce 1960 natočil Moderato cantabile, film podle románu Marguerite Durasové s Jeanne Moreau a Jeanem-Paulem Belmondem v hlavních rolích.

## Vyznamenání a ocenění

### Vyznamenání
- důstojník Řádu čestné legie (Francie, 1995)
- komandér Řádu čestné legie (Francie, 2013)
- velkodůstojník Řádu svatého Jakuba od meče (Portugalsko, 26. dubna 1991)[5]
- komandér Řádu britského impéria (Spojené království, 1965)
- Řád společníků cti (Spojen království, 13. června 1998)

### Ocenění
Za svou kariéru získal řadu cen Tony a Emmy, také Cenu Laurence Oliviera, japonskou císařskou cenu Praemium Imperiale nebo také italskou televizní cenu Prix Italia.

## Publikace
Z Brookových teoretických prací je považována za nejzásadnější esej z roku 1968 Prázdný prostor (The Empty Space). Z dalších prací jsou to pak Pohyblivý bod (The Shifting Point, 1987), Nejsou žádná tajemství (There Are No Secrets, 1993) a Nitky času (Threads of Time, 1998).